# Plaskosz (Tuchola)
Plaskosz (niem. Plaskau) – część miasta Tucholi, położona nad zachodnim brzegiem Brdy, na skraju Tucholskiego Parku Krajobrazowego. 